# Israel Schwarz
Israel Schwarz  (geb. 1830 in Hürben (Krumbach); gest. 1875 in Köln) war ein deutscher Rabbiner und religiöser Dichter.

## Leben
Er wurde als Sohn des Rabbiners Hayum Schwarz (amt. 1827–1875) geboren. Er lernte zunächst bei seinem Vater und anderen Rabbinern und studierte seit 1846 in Heidelberg. 1851 promovierte er in Jena und war seit 1853 Distriktsrabbiner in Bayreuth, seit 1857 dann Rabbiner in Köln. Religiöse Dichtungen von Israel Schwarz erschienen, von seinem Enkel herausgegeben, unter dem Titel Zions-Klänge in der Jüdischen Bücherei (1920, Band 7), sie waren zuvor in Anthologien und Zeitschriften erschienen.
Sein wohl bekanntestes Gedicht ist Am Jordan, das mit der Zeile „Mein Herz ist am Jordan im heiligen Land“ beginnt.

## Werke (Auswahl)
- Tikwat Enosh. (Massoretic text of the Book of Hiob with metrical German translation and ancient rabbinic commentaries edited from manuscripts). Berlin, Apud Louis Gerschel Verlagsbuchhandlung, 1868
- Glaube und Pflicht: Lehrbuch der israelitischen Religion für Schulen : Emuna veMishpat. J. Kauffmann, Frankfurt am Main, 1877 (ein Reprint der Ausgabe erschien in Dresden, HATiKVA, 2004) (Digitalisat)
- Zions-Klänge. Jüdische Bücherei 7. Berlin 1920 (Digitalisat)